# 秋田中央インターチェンジ
秋田中央インターチェンジ（あきたちゅうおうインターチェンジ）は、秋田市にある秋田自動車道のインターチェンジである。
秋田市の中心部へ向かうには最短のインターチェンジだが、以前は秋田南IC経由でもさほど時間的には変わらなかった。しかし、2007年（平成19年）9月15日に秋田中央道路が完成したことにより、市中心部へのアクセスが飛躍的に向上した。

## 構造
トランペット型

## 道路

### 本線
- E7 秋田自動車道（7番）

### 接続する道路
- 秋田県道62号秋田北野田線

## 料金所
- ブース数：4

### 入口
- ブース数：2
  - ETC専用：1
  - 一般：1

### 出口
- ブース数：2
  - ETC専用：1
  - 一般：1

## 周辺
- 秋田県道41号秋田昭和線
- 秋田中央道路
- 東日本旅客鉄道・秋田駅
  - 秋田拠点センターアルヴェ
- ノースアジア大学
  - ノースアジア大学明桜高等学校
  - ノースアジア大学附属さくら幼稚園
- 秋田市立下北手小学校
- 秋田市立下北手中学校（廃校）
- 秋田大学医学部・附属病院

## 隣
E7 秋田自動車道
(6)秋田南IC - (7)秋田中央IC - 太平山PA - (8)秋田北IC